# Erbauungsliteratur

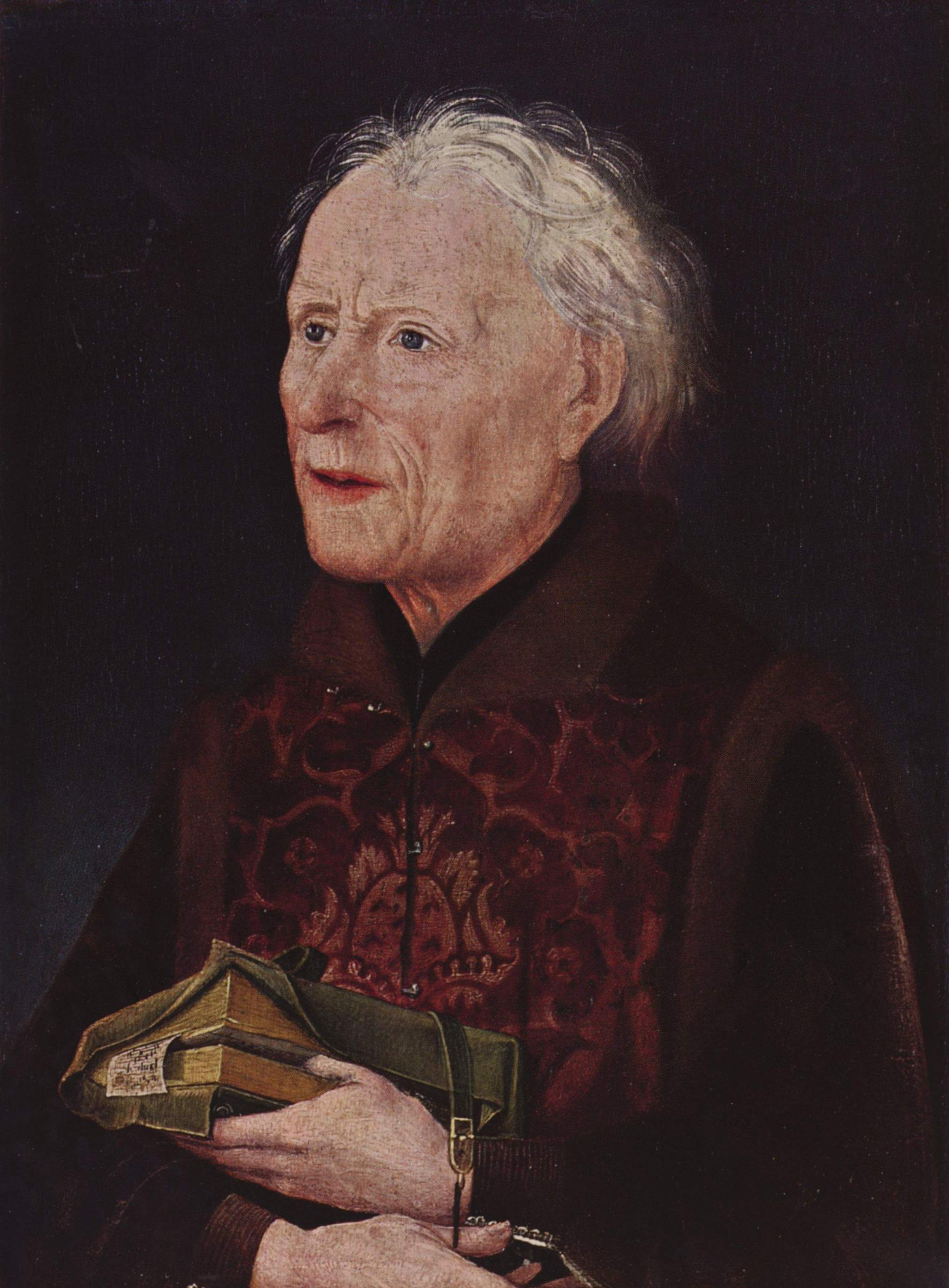
Hans Pleydenwurff: Kanonikus Georg von Löwenstein mit Andachtsbuch, um 1456

Der Begriff Erbauungsliteratur beschreibt ursprünglich volksnahe Schriften mit religiöser Motivation. Bei der Erbauungsliteratur handelt es sich nicht um theologische Literatur, da sie keine wissenschaftlichen Diskurse verfolgt und keine dogmatischen Absichten besitzt. Vielmehr war mit den Veränderungen der Neuzeit eine Konzentration auf die Innerlichkeit zu verzeichnen, die sich durch gesteigerte Frömmigkeit hervortat. Es handelte sich um eine Anleitung für ein tugendhaftes Leben, die emotional den Geist erbauen sollte. 
Eine Wurzel hat die Erbauungsliteratur in der Heiligenlegende. Weitere Formen sind Andachtsbuch, Gebetbuch, Stundenbuch oder Sammlungen von Predigten.
Erbauungsliteratur war jahrhundertelang weit verbreitet, einzelne Ausgaben wurden sogar über Konfessionsgrenzen hinweg gelesen. Sie trat anfänglich auf in Gestalt religiöser Biografien oder Bekehrungsgeschichten, aber auch in Gestalt von Kirchenliedern, die nicht selten zu diesem Zweck geschaffen wurden. Eines der bekanntesten Beispiele ist wohl die Nachfolge Christi aus dem 15. Jahrhundert von Thomas a Kempis. Nach der Reformation schuf das 17. Jahrhundert zahlreiche literarisch bedeutende Schriften von bekannten Barockdichtern wie Johann Arndt, Johann Michael Dilherr, Jeremias Drexel, Paul Gerhardt, Johannes Lassenius, Joachim Meichel, Martin Moller, Heinrich Müller und Christian Scriver. Im 20. Jahrhundert gehören folgende Schriften Dietrich Bonhoeffers zu Erbauungsliteratur: Nachfolge, Gemeinsames Leben. 
Aufgrund der bewussten Schlichtheit der Inhalte wurde der Begriff in späterer Zeit auch negativ wertend gebraucht. Im 19. Jahrhundert verstand man deshalb unter Erbauungsliteratur auch kitschige oder einfältige Literatur. Mit der Industrialisierung des Buchdrucks erwuchs zunächst in den 100.000-fach vertriebenen erbaulichen Traktaten eine eigene Literaturform. Begonnen mit den im angelsächsischen Bereich entstehenden Traktatgesellschaften, verbunden mit dem Aufkommen des Kolportagehandels setzte sich diese Vertriebsform rasch im gesamten europäischen Raum durch. Bahnbrecher des Vertriebs von Erbauungsliteratur im deutschsprachigen Raum waren damals u. a. das Haus Bertelsmann sowie der Christliche Verein im nördlichen Deutschland. Im 19. Jahrhundert wurde Erbauungsliteratur zunehmend durch die Unterhaltungsliteratur verdrängt.